# Antoni Bascompte i Barlabe
Antoni Bascompte i Barlabe (1928 - Barcelona, 11 de gener de 2010) fou un economista català que promogué l'autofinançament eclesial des de l'Arquebisbat de Barcelona i presidí la Fundació Enciclopèdia Catalana del 1990 al 1996.
Estudià als Escolapis del carrer de Balmes de Barcelona. Participà en l'organització de l'economia de l'arxidiòcesi i parròquies de Barcelona com a delegat d'Economia a l'Arxidiòcesi de Barcelona, on desenvolupà el model basat en el Fons Comú Diocesà i l'autofinançament eclesial, i fou un dels promotors del moviment de graduats d'Acció Catòlica (i fou president de la JUMAC, Joventut Universitària Masculina d'Acció Catòlica) a Barcelona. L'any 1964, quan anava a donar una conferència sobre l'integrisme religiós, fou objecte d'una agressió i, durant unes hores, un segrest. Fou director de l'ICESB de 1964 a 1978, des d'on impulsà escoles superiors en Sociologia i Ciències Socials. El 1968 va anar a Madrid amb Albert Manent, Josep Maria Vilaseca i Josep Maria Martorell per demanar al nunci Luigi Dadaglio una obertura en els bisbes catalans. Col·laborà amb el CIC i l'Editorial Estela. Va ser president de la Fundació Enciclopèdia Catalana del 1990 al 1996.
L'any 1995, publicà Memòries obertes d'un catòlic laic (Barcelona, Proa ISBN 978-84-8256-025-0).